# Уткин, Дмитрий Александрович
Дмитрий Александрович Уткин (род. 18 сентября 2002, Солнечногорск, Московская область) — российский хоккеист, нападающий.

## Биография
До четырёх лет занимался на катке в Солнечногорске, затем стал заниматься в школе московского «Динамо». После смены тренера, который не видел Уткина в составе, в 12 лет перешёл в «Спартак». Играл за «Северную звезду» на турнире «Прорыв». В 2017—2018 годах занимался в словацком клубе «Трнава», в сезоне 2018/19 — в канадской The Hill Academy (Онтарио).
Вернулся в Россию, прошёл просмотр в команду МХЛ «Русские витязи». В сезоне 2019/20 сыграл три матча. Два следующих сезона провёл в команде НМХЛ «Бобров» / «ЭкоНива-Бобров» (Бобров). После окончания сезона 2021/22 перешёл в команду МХЛ «Капитан» Ступино, аффилированную с клубом КХЛ «Сочи». Дебютировал в КХЛ 22 ноября 2022 года. 12 апреля 2023 года подписал с «Сочи» двухлетний двусторонний контракт. В сезоне 2023/24 также стал играть в команде ВХЛ «Ростов».